# Wolfgang Wippermann
Wolfgang Wippermann, född 29 januari 1945 i Wesermünde i delstaten Bremen, död 3 januari 2021 i Berlin, var en tysk historiker. Han innehade en professur vid Friedrich-Meinecke-institutet vid Freie Universität Berlin. Tonvikten i hans forskning rör sig kring fascismen och näraliggande ämnen.